# IC 3474
IC 3474 је спирална галаксија у сазвјежђу Дјевица која се налази на листи објеката дубоког неба у Индекс каталогу.
Деклинација објекта је + 2° 39' 45" а ректасцензија 12h 32m 36,8s. Привидна величина (магнитуда) објекта IC 3474 износи 14,1 а фотографска магнитуда 14,8. IC 3474 је још познат и под ознакама UGC 7687, MCG 1-32-91, CGCG 42-145, VCC 1442, FGC 1453, PGC 41599.